# Зонненштраль, Михаил Георгиевич
Михаил Георгиевич Зонненштраль (5 марта 1956 — 7 июля 1997) — советский и российский актёр и театральный режиссёр, первый постановщик пьес С. Мрожека и А. Копита на отечественной[уточнить] сцене.

## Биография
Родился в семье учёного и конструктора Георгия Зонненштраля (1915—1993).
Дочь Екатерина Зонненштраль (родилась в 1988 году) - актриса.
В 1979 году окончил Московский авиационный институт по специальности «радиотехника», работал радиоинженером в конструкторском бюро.
С 1980 по 1984 годы учился в Щукинском училище (мастерская А. Г. Бурова). После окончания «Щуки» получил приглашения сразу от нескольких московских театров, но выбрал Московский академический театр сатиры, в котором и проработал актёром и режиссёром до самой смерти.
Погиб 7 июля 1997 года. Похоронен на Троекуровском кладбище в Москве
Гибель Михаила Зонненштраля (сорвался с балкона?), инсценировавшего «Мастера и Маргариту» («Шизофрения, как и было сказано», 1993, Театр Сатиры), считается ярким примером «проклятия» этого романа и обоснованием связанных с ним суеверий.

## Творчество

### Роли в театре
- 1986 — «Ворон», по фьябе К.Гоцци / Театр Сатиры, — Труффальдино
- 1994 — «Самоубийца», по пьесе Н. Эрдмана (реж. В. Плучек, 1982) / Театр Сатиры, — Подсекальников (ввод)

### Театральные постановки
- 1988 — «Контракт», по пьесе С. Мрожека — Московский Театр Сатиры
- 1991 — «Папа, папа, бедный папа, Ты не вылезешь из шкапа, Ты повешен нашей мамой Между платьем и пижамой», по пьесе А.Копита — Московский Театр Сатиры
- 1993 — «Шизофрения, как и было сказано», по роману «Мастер и Маргарита» М. А. Булгакова — Московский Театр Сатиры
- 1995 — «Как пришить старушку» по пьесе Дж. Патрика — Московский Театр Сатиры, бенефис Ольги Аросевой
- 1996 — «Каменный гость» по маленькой трагедии А. С. Пушкина — Московский театр «Вернисаж»
- 1997 — «Заповедник» С. Д. Довлатова — Театр имени Моссовета — закончен О. Анохиной

## Фильмография
- 1986 — Путешествие мсье Перришона — Арман
- 1986 — Революцией призванный
- 1987 — Время летать — Алексей, диспетчер
- 1987 — Портрет — Чертков
- 1987 — Шура и Просвирняк — эпизод
- 1987 — Нам всё ещё смешно — Астрид
- 2000 — Нам — 75! (ТВ) — архивные съёмки